# Arghistan (distrikt)
Arghistan är ett distrikt i Afghanistan. Det ligger i provinsen Kandahar, i den centrala delen av landet, 400 kilometer sydväst om huvudstaden Kabul. Administrativ huvudort är Arghistan.
Distriktet beräknades år 2022 ha cirka 40 000 invånare.